# Ricardo Martins
Ricardo Manuel Cardoso Martins (Puerto La Cruz, 24 gennaio 1990) è un calciatore venezuelano naturalizzato portoghese, centrocampista della Dynamo Puerto.

## Carriera

### Club
Ha giocato nella massima serie venezuelana.

### Nazionale
Ha militato nelle nazionali giovanili portoghesi Under-18 ed Under-21.

## Statistiche

### Presenze e reti nei club
Statistiche aggiornate al 30 ottobre 2021.
| Stagione                  | Squadra                   | Campionato                | Campionato | Campionato | Coppe nazionali | Coppe nazionali | Coppe nazionali | Coppe continentali | Coppe continentali | Coppe continentali | Altre coppe | Altre coppe | Altre coppe | Totale | Totale |
| Stagione                  | Squadra                   | Comp                      | Pres       | Reti       | Comp            | Pres            | Reti            | Comp               | Pres               | Reti               | Comp        | Pres        | Reti        | Pres   | Reti   |
| ------------------------- | ------------------------- | ------------------------- | ---------- | ---------- | --------------- | --------------- | --------------- | ------------------ | ------------------ | ------------------ | ----------- | ----------- | ----------- | ------ | ------ |
| 2009-2010                 | Gondomar                  | SD                        | 23         | 1          |                 | -               | -               |                    | -                  | -                  |             | -           | -           | 23     | 1      |
| 2010-2011                 | Ribeirão                  | SD                        | 24         | 3          | CP              | 2               | 1               |                    | -                  | -                  |             | -           | -           | 26     | 4      |
| 2011-2012                 | Desp. Aves                | LdH                       | 9          | 0          | CP+CdL          | 2+2             | 0               |                    | -                  | -                  |             | -           | -           | 13     | 0      |
| 2012-2013                 | Famalicão                 | SD                        | 28         | 6          |                 | -               | -               |                    | -                  | -                  |             | -           | -           | 28     | 6      |
| 2013-2014                 | Dep. Anzoátegui           | PD                        | 26         | 2          | CV              | 0               | 0               | CS                 | 2                  | 0                  |             | -           | -           | 28     | 2      |
| 2014-2015                 | Dep. Anzoátegui           | PD                        | 32         | 1          | CV              | 0               | 0               | CL+CS              | 6+2                | 0                  |             | -           | -           | 40     | 1      |
| 2015                      | Dep. Anzoátegui           | PD                        | 13         | 6          | CV              | 2               | 0               | CS                 | 2                  | 0                  |             | -           | -           | 17     | 6      |
| 2016                      | Dep. Anzoátegui           | PD                        | 22         | 6          | CV              | 0               | 0               | CS                 | 0                  | 0                  |             | -           | -           | 22     | 6      |
| 2017                      | Dep. Anzoátegui           | PD                        | 16         | 5          | CV              | 0               | 0               | CS                 | 2                  | 1                  |             | -           | -           | 18     | 5      |
| Totale Dep. Anzoátegui    | Totale Dep. Anzoátegui    | Totale Dep. Anzoátegui    | 109        | 20         |                 | 2               | 0               |                    | 14                 | 1                  |             | -           | -           | 125    | 21     |
| 2017                      | Caracas                   | PD                        | 12         | 0          | CV              | 2               | 0               |                    | -                  | -                  |             | -           | -           | 14     | 0      |
| 2018                      | Caracas                   | PD                        | 36         | 2          | CV              | 1               | 0               | CS                 | 6                  | 1                  |             | -           | -           | 43     | 3      |
| 2019                      | Caracas                   | PD                        | 16         | 5          | CV              | 0               | 0               | CL+CS              | 4+1                | 0                  |             | -           | -           | 21     | 5      |
| Totale Caracas            | Totale Caracas            | Totale Caracas            | 64         | 7          |                 | 3               | 0               |                    | 11                 | 1                  |             | -           | -           | 78     | 8      |
| 2020                      | Atlético Venezuela        | PD                        | 16         | 1          | CV              | 0               | 0               |                    | -                  | -                  |             | -           | -           | 16     | 1      |
| 2021                      | Atlético Venezuela        | PD                        | 22         | 3          | CV              | 0               | 0               |                    | -                  | -                  |             | -           | -           | 22     | 3      |
| Totale Atlético Venezuela | Totale Atlético Venezuela | Totale Atlético Venezuela | 38         | 4          |                 | 0               | 0               |                    | -                  | -                  |             | -           | -           | 38     | 4      |
| Totale carriera           | Totale carriera           | Totale carriera           | 295        | 41         |                 | 11              | 1               |                    | 25                 | 2                  |             | -           | -           | 331    | 44     |

## Palmarès

### Club

#### Competizioni nazionali
- Campionato venezuelano: 1

Caracas: 2019